# 田部長右衛門 (21代)
21代 田部 長右衛門（たなべ ちょうえもん、1850年10月16日（嘉永3年9月11日） - 1942年（昭和17年）2月14日）は明治から大正期の政治家・実業家・林業家。貴族院多額納税者議員。名は長秋。

## 経歴
出雲国能義郡、後の母里村（伯太村、伯太町を経て現安来市）で宇山清左衛門の弟として生まれ、1874年（明治7年）1月、飯石郡吉田村（現雲南市）の鈩製造業・先代周重の養子となり、1885年（明治18年）4月に家督を相続し、21代長右衛門を襲名した。
1884年（明治17年）島根県会議員に選出され、1889年（明治22年）吉田村名誉村長に就任。1890年（明治23年）島根県多額納税者として貴族院議員に互選され、同年9月29日から1897年（明治30年）9月28日まで在任した。
1879年（明治12年）出雲国鉄師頭取に就任したが、1923年（大正12年）和鉄の衰退を受けて製鉄業を廃業し、山林業の進展を図り、地域の産業振興に尽力した。1926年（大正15年）退隠し、前名長右衛門を改め、長秋を名乗る。

## 親族
- 養子：田部長右衛門 (22代)（貴族院多額納税者議員）
- 孫：田部長右衛門 (23代)（実業家、島根県知事、島根新聞社社長）